# Chthonius machadoi
Chthonius machadoi är en spindeldjursart som beskrevs av Max Vachon 1940. Chthonius machadoi ingår i släktet Chthonius och familjen käkklokrypare.

## Underarter
Arten delas in i följande underarter:
- C. m. canariensis
- C. m. machadoi